# 甑断層帯
甑断層帯（こしきだんそうたい）は、鹿児島県北西部、薩摩川内市に属する甑島列島の周辺に位置する活断層帯である。以下の3つに区分できると考えられている。
- 上甑島北東沖区間 - 阿久根市西方沖から上甑島北東沖まで、北東から南西方向へ、長さ約17㎞[1]。
- 甑区間 - 甑海峡[2]から下甑島東方沖まで、おおむね北東から南西方向へ、長さ約39km[1]。
- 辻の堂断層を含む区間 - 上甑島中部、おおむね北東から南西方向へ、長さ約15km未満[1]。